# Star Wars: Episod III – Mörkrets hämnd
Star Wars: Episod III – Mörkrets hämnd (engelska: Star Wars: Episode III - Revenge of the Sith) är en amerikansk science fiction-film som hade biopremiär i USA den 19 maj 2005. Det är den sjätte produktionen i serien av Star Wars-filmer, men den tredje delen i berättelsens kronologi.

## Handling
Klonkriget utkämpas mellan Galaktiska republiken och Konfederation för självständiga system. Republiken kämpar mot greve Dooku och hans arméer av stridsrobotar, då en flotta under ledning av general Grievous stormar republikens huvudplanet Coruscant och kidnappar överkansler Palpatine. Jediriddarna Anakin Skywalker och Obi-Wan Kenobi sänds till striden för att undsätta den kidnappade kanslern. Jakten efter Palpatine leder till en slutgiltig strid med Dooku, vilken slutar med att Anakin besegrar och dödar honom. På vägen från skeppet blir de fångade och förda till Grievous. Lyckligtvis lyckas de att sätta fienden ur spel, men Grievous flyr undan skeppet, vilket störtar ner mot planeten. Äventyret slutar med att Anakin och Obi-Wan lyckas nödlanda det störtande skeppet på en av planetens landningsbanor.
En tid av inre oroligheter följer, då Anakin slits mellan sina kollegor i jediorden och sin lojalitet till överkansler Palpatine. Han spionerar på kanslern på uppdrag av jediorden, men lockas samtidigt av Palpatine med löften om att kunna använda sin kraft att rädda liv. Anakin hoppas därigenom kunna rädda sin fru, drottning av Naboo och senator i galaktiska senaten Padmé Amidala, vars död förebådas i hans drömmar.
Obi-Wan lyckas med uppdraget att fånga Grievous i hans hemliga gömställe på planeten Utapau. I samband med detta upptäcker Anakin att Palpatine egentligen är sithlorden Darth Sidious, som orden har letat efter under de senaste åren. Anakin informerar Mace Windu som i sin tur samlar ihop en liten grupp jedimästare för att konfrontera Palpatine. Men förförd och lockad av löften om hemliga krafter hindrar Anakin Windu från att döda Palpatine och har då även valt sida, den mörka sidan. Palpatine ger Anakin sitt nya namn, Darth Vader.
Palpatine utfärdar Order 66 med innebörden att jedier som agerar i strid med republikens intressen ska oskadliggöras. Klonsoldaten kommendör Cody agerar på ordern och öppnar eld mot Obi-Wan som dock överlever. Sitherna sätter sin plan i verket att utrota samtliga jediriddare. Endast Yoda, Obi-Wan och ett fåtal andra jedier överlever en attack mot jeditemplet och från klonsoldaternas eldräder. Till slut måste de ensamma finna och förgöra sitherna, en jakt som leder till att Anakin och Obi-Wan möts i en ljussabelduell på planeten Mustafar. Anakin besegras av Obi-Wan, som lämnar honom för att dö på platsen för deras strid. Palpatine räddar dock hans liv genom att ersätta förlorade kroppsdelar med mekaniska proteser. Han tvingas därmed bära en svart pansarliknande dräkt med en inbyggd respirator samt en heltäckande mask för att kunna överleva.
Padmé föder hennes och Anakins barn, tvillingarna Luke och Leia, för att sedan avlida. Obi-Wan och Yoda beslutar att barnen bör gömmas från sitherna; Obi-Wan åker till Tatooine och överlämnar Luke till sina släktingar, medan Bail Organa tar med sig Leia till Alderaan och adopterar henne. Därefter börjar en period med Rymdimperiet som styrande makt i galaxen.

## Om filmen
- Filmen hade Sverigepremiär 19 maj 2005.[2]
- Farkosten Årtusendefalken dyker upp en kort stund, och är där nybyggd i en docka, då Obi-Wan Kenobi och Anakin Skywalker lämnar Palpatine vid senatens byggnad på planeten Coruscant.
- Filmen nominerades till en Oscar för bästa smink.
- Scenerna som föreställer planeten Alderaan spelades in i Grindelwald i Schweiz, medan scenerna som föreställer planeten Kashyyyk spelades in i Guilin i Kina och i Phang Nga i Thailand.[3]

## Betyg
På Rotten Tomatoes har filmen betyget 80% Fresh tomatoes.
På IMDb har filmen betyget 7.6.

## Rollista (i urval)
| Ewan McGregor        | – Obi-Wan Kenobi                      |
| Hayden Christensen   | – Anakin Skywalker/Darth Vader        |
| Natalie Portman      | – Senator Padmé Amidala               |
| Ian McDiarmid        | – Överkansler Palpatine/Darth Sidious |
| Samuel L. Jackson    | – Mace Windu                          |
| Frank Oz             | – Yoda (röst)                         |
| Christopher Lee      | – Greve Dooku/Darth Tyranus           |
| Matthew Russell Wood | – General Grievous (röst)             |
| Jimmy Smits          | – Senator Bail Organa                 |
| Anthony Daniels      | – C-3PO                               |
| Kenny Baker          | – R2-D2                               |
| Temuera Morrison     | – Commander Cody/Clone Troopers       |
| Silas Carson         | – Nute Gunray/Ki-Adi-Mundi            |
| Peter Mayhew         | – Chewbacca                           |
| James Earl Jones     | – Darth Vader (röst)                  |